# Coxsone Dodd
Clement Seymour "Coxsone" Dodd (Kingston Jamaica, 26 januari 1932 – aldaar, 5 mei 2004) was een Jamaicaanse muziekproducer die van grote invloed was op de ontwikkeling van ska en reggae.
Tijdens zijn schooltijd kreeg Dodd van vrienden de bijnaam "Coxsone". Vanwege zijn talent voor cricket vergeleken zij hem met Alec Coxon, een bekend cricketer die in de jaren 40 actief was. 

## Vroege loopbaan
Door in de vroege jaren '50 enige tijd in het zuiden van de Verenigde Staten door te brengen kwam Dodd in aanraking met de daar populaire rhythm and blues. Eenmaal terug in Jamaica zette hij in 1954 met behulp van een draaitafel en versterker een mobiele discotheek, de Downbeat Sound System, op. Na verloop van tijd startte hij nog vier van dit soort sound systems die elke nacht actief waren. Deze werden door zijn moeder (Doris Darlington), Lee Perry, U-Roy en Prince Buster bestuurd.

## Loopbaan als producer
Toen de R&B hype in de Verenigde Staten ten einde liep waren Dodd en diens rivalen genoodzaakt om Jamaicaanse muziek op te nemen om aan de lokale vraag te kunnen voldoen. 
In 1959 richtte Dodd zijn eigen platenlabel, World Disc, waaronder Roland Alphonso en Don Drummond in 1962 hun hit I cover the Waterfront opnamen en uitbrachten. Alphonso en Drummond zouden een jaar later de Skatalites oprichten. 
In 1963 opende hij de deuren van Studio One, dat daarmee de eerste zwarte opnamestudio van Jamaica was. 
Op zondagavonden hield Dodd regelmatig auditiesessies voor nieuw talent. Tijdens een van deze sessies deden Bob Marley en The Wailers auditie voor Dodd. 
Van de late jaren '60 tot in de jaren '70 stond "Studio One sound" synoniem voor de sound van Ska, rocksteady en Reggae met acts als Burning Spear, Ras Michael, Delroy Wilson, Horace Andy en Sugar Minott.
Dodd zou tot aan zijn dood actief blijven in de muziekindustrie.

## Overlijden
"Coxsone" Dodd overleed op 1 mei 2004 aan de gevolgen van een hartaanval tijdens zijn werk in zijn eigen Studio One.
Op 15 oktober 2007, drie jaar na diens dood, werd Dodd postuum geridderd met de Jamaicaanse Orde van Uitmuntendheid voor belangrijke maatschappelijke verdiensten.